# دائرة تسالة
دائرة تسالة دائرة جزائرية في ولاية سيدي بلعباس شمال غرب الجزائر.